# Jorma Huttunen
Jorma Huttunen (16 de septiembre de 1907 – 4 de noviembre de 1979) fue un tenor cantante de ópera finlandés.

## Biografía
Su nombre completo era Jorma Tapio Huttunen, y nació en Helsinki, Finlandia, siendo sus padres Matti Huttunen y Anna Loviisa Piippo. 
Durante unos 15 años tuvo como profesor de canto al italiano Manlio Marcantoni, a cuyos cursos asistió también Vilho Kekkonen. Huttunen trabajó en la Ópera Nacional de Finlandia en los años 1936–1945 y 1949–1964. También actuó como artista invitado en el Staatsoper Unter den Linden de Berlín, en la Ópera Real de Estocolmo y en diferentes instituciones de los Países nórdicos, la Unión Soviética e Italia. 
Además de su faceta como cantante de ópera, Huttunen fue también un conocido intérprete de lieds y oratorios, actuando en diferentes conciertos por Europa. En 1942, 1950 y 1956 participó en un total de 14 grabaciones, algunas de las cuales realizó en colaboración con Cyril Szalkiewicz y la orquesta de estudio de Decca bajo la dirección de Klaus Salmi.
Además de todo ello, también fue profesor de canto en la Academia Sibelius en 1961–1974.
Por su trayectoria artística, en el año 1953 fue premiado con la Medalla Pro Finlandia.
Jorma Huttunen falleció en Helsinki en 1979. Desde 1936 había estado casado con Sylva Margaretha Granroth.